# Геологія Мавританії
Геологія Мавританії
Геологічно, Мавританія включає чотири райони: Реґвебедський Щит (Regueibat Shield), який простягається з північного сходу на південний захід і складений метаморфізованими породами архею та утвореннями біріаму. Тут розташовані родовища заліза.
Мавританський хребет, на південному заході від Щита, утворений в орогені.
Тауденська западина (Taoudeni Basin), на сході країни, включає утворення від нижнього карбону до кам'яновугільного періоду.
Атлантична осадова западина (Atlantic Sedimentary Basin), на заході країни, складена породами від мезозою до четвертинного віку [Mining Annual Review 2002].